# Jane Grigson
Jane Grigson, nata Heather Mabel Jane McIntire (Gloucester, 13 marzo 1928 – Broad Town, 12 marzo 1990), è stata una scrittrice inglese di libri di cucina.
Durante la seconda metà del XX secolo, Grigson gestì la rubrica sul cibo dell'Observer e scrisse numerose raccolte di ricette europee e britanniche arricchite di cenni storici e citazioni di autori dell'era della rivoluzione industriale, tra cui Hannah Glasse, Elizabeth Raffald, Maria Rundell ed Eliza Acton. Grigson viene anche ricordata per la sua opera di promozione e divulgazione della cucina britannica, e per aver fatto tornare in auge pietanze che erano state dimenticate.

## Biografia

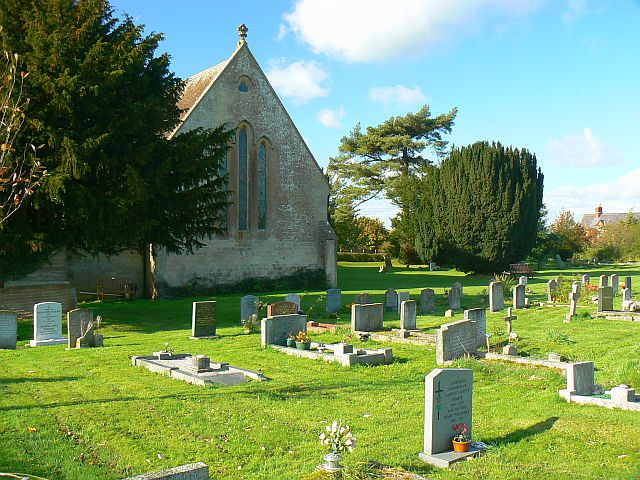
Il cimitero della chiesa di Christ Church, a Broad Town, in cui Jane Grigson e il marito Geoffrey Grigson sono sepolti.

Nata nel Gloucestershire, e cresciuta a Sunderland, nel nord-est dell'Inghilterra, Grigson studiò al Newnham College di Cambridge. Nel 1953, Heather Mabel Jane McIntire divenne assistente editoriale presso la casa editrice Rainbird, McLean, dove fu assistente di ricerca per il poeta e scrittore Geoffrey Grigson. La scrittrice si occupò della traduzione di diverse opere italiane, fra cui Dei delitti e delle pene di Cesare Beccaria, che le valse il John Florio Prize nel 1966. Durante l'anno seguente, Jane Grigson pubblicò Charcuterie and French Pork Cookery, il cui successo catturò l'attenzione della scrittrice culinaria Elizabeth David, che permise a Grigson di lavorare per The Observer.
Grigson continuò a scrivere per The Observer fino al 1990. I suoi libri di cucina includono Good Things (1971), Fish Cookery (1973), English Food (1974), The Mushroom Feast (1975), Jane Grigson's Vegetable Book (1978), Food With the Famous (1979), Jane Grigson's Fruit Book (1982) The Observer Guide to British Cookery (1984), ed Exotic Fruits and Vegetables (1986). I volumi di cucina di Grigson le permisero di vincere tre Glenfiddich Food and Drink Award e due André Simon Memorial Prize.
Grigson si impegnò in una serie di iniziative contro l'allevamento in gabbia e a sostegno della protezione animale, del controllo dei prodotti alimentari e della loro provenienza, e dei piccoli proprietari terrieri. Nel 1988, anno in cui nel Regno Unito vennero rinvenute diverse uova affette da salmonella, la scrittrice inviò una lettera di biasimo al ministro dell'agricoltura, della pesca e dell'alimentazione John MacGregor che riporta:
Grigson morì il 12 marzo 1990, alla vigilia del suo compleanno. È sepolta assieme al marito nella Christ Church del villaggio di Broad Town.

## Vita privata
Jane Grigson e Geoffrey Grigson iniziarono una relazione quando lavoravano assieme presso la Rainbird, McLean. I due scrissero diverse opere insieme, e da loro nacque una figlia di nome Sophie, anch'essa una scrittrice. Jane e Geoffrey Grigson rimasero insieme fino alla morte di lui, avvenuta nel 1985.

## Opere (elenco parziale)
- Good Things, 1971
- Fish Cookery, 1973
- English Food, 1974
- The Mushroom Feast, 1975
- Jane Grigson's Vegetable Book, 1978
- Food With the Famous, 1979
- Jane Grigson's Fruit Book, 1982
- The Observer Guide to British Cookery, 1984
- Exotic Fruits and Vegetables, 1986